# Tomisato
Tomisato (富里市, Tomisato-shi) is een stad in de prefectuur Chiba, Japan. In 2013 telde de stad 49.960 inwoners. Tomisato maakt deel uit van de metropool Groot-Tokio.

## Geschiedenis
In 1889 ontstond Tomisato als gemeente in het district Inba. Op 1 april 2002 werd Tomisato benoemd tot stad (shi).
Steden:
Abiko · Asahi · Chiba (hoofdstad) · Choshi · Funabashi · Futtsu · Ichihara · Ichikawa · Inzai · Isumi · Kamagaya · Kamogawa · Kashiwa · Katori · Katsuura · Kimitsu · Kisarazu · Matsudo · Minamiboso · Mobara · Nagareyama · Narashino · Narita · Noda · Oamishirasato · Sakura · Sanmu · Shiroi · Sodegaura · Sosa · Tateyama · Tomisato · Togane · Urayasu · Yachimata · Yachiyo · Yotsukaido

Districten:
Awa · Chosei · Inba · Isumi · Katori · Sanbu
Gemeenten per district